# Selaginella applanata
Selaginella applanata är en mosslummerväxtart som beskrevs av Addison Brown. Selaginella applanata ingår i släktet mosslumrar, och familjen mosslummerväxter. Inga underarter finns listade i Catalogue of Life.